# HD 54031
HD 54031 è una stella bianco-azzurra di sequenza principale di magnitudine 6,32 situata nella costellazione del Cane Maggiore. Dista 830 anni luce dal sistema solare.

## Osservazione
Si tratta di una stella situata nell'emisfero celeste australe; grazie alla sua posizione non fortemente australe, può essere osservata dalla gran parte delle regioni della Terra, sebbene gli osservatori dell'emisfero sud siano più avvantaggiati. Nei pressi dell'Antartide appare circumpolare, mentre resta sempre invisibile solo in prossimità del circolo polare artico. Essendo di magnitudine pari a 6,3, non è osservabile ad occhio nudo; per poterla scorgere è sufficiente comunque anche un binocolo di piccole dimensioni, a patto di avere a disposizione un cielo buio.
Il periodo migliore per la sua osservazione nel cielo serale ricade nei mesi compresi fra dicembre e maggio; nell'emisfero sud è visibile anche all'inizio dell'inverno, grazie alla declinazione australe della stella, mentre nell'emisfero nord può essere osservata limitatamente durante i mesi della tarda estate boreale.

## Caratteristiche fisiche
La stella è una bianco-azzurra nella sequenza principale tuttavia non è una stella singola, ma ha una compagna di classe A9 (o F0) con la quale forma una binaria a eclisse. Oltre a ciò è anche una variabile 53 Persei, un tipo di stelle di classe B che mostrano delle piccole pulsazioni con periodi che vanno da poche ore a 5 giorni. Il periodo di variabilità dovuto all'eclissi è invece di 8 giorni e la magnitudine varia da 6,32 a 6,54.
Possiede una magnitudine assoluta di -0,71 e la sua velocità radiale positiva indica che la stella si sta allontanando dal sistema solare.